# Geraldo Hora
Geraldo Rísperi da Hora (Cachoeiro de Itapemirim, 19 de dezembro de 1932), conhecido socialmente como Geraldo Hora, é um ex-pugilista brasileiro que lutava na categoria meio–médio.
Em 1949, Geraldo começou sua carreira como pupilo do treinador Santa Rosa no Clube do Flamengo, onde ficou por três anos. Em 1953, foi treinar com Waldemar Santana – vulgo "Kid Contra Peso" – na Academia de Manoel Rigór no Caio Martins em Niterói, onde venceu várias lutas. Todavia, a sua primeira grande vitória foi no Campeonato Fluminense de Boxe, onde foi campeão por nove vezes consecutivas.